# アンディー・ブース
アンドリュー・デイビッド・ブース（Andrew David Booth, 1973年12月6日 - ）は、イングランド・ハダースフィールド出身の元サッカー選手。ポジションはフォワード(CF)。

## 経歴
1973年にハダースフィールドに生まれた。両親がハダースフィールド・タウンFCのスタジアムの入場ゲートで働いていたこともあり、幼少の頃からスタジアムに通い詰めていた。
1992年にハダースフィールド・タウンFCでデビュー。ストライカーとして活躍すると、1995年にはU-21のイングランド代表にも招集された。
1996年にハダースフィールドを離れ、当時プレミアリーグのシェフィールド・ウェンズデイFCに移籍。自身プレミア初年度の1996-97シーズンに35試合に出場し、二桁10ゴールを挙げるなど活躍する。2001年1月にトッテナム・ホットスパーFCにレンタル移籍するがここでは出場4試合でノーゴールに終わり、3月にはシェフィールドに復帰した。
シェフィールドで出場機会を失っていた2001年4月にハダースフィールド・タウンFCに復帰で合意した。以降は2009年に引退するまでハダースフィールドでプレーした。ハダースフィールドで挙げたゴールは公式戦通算150ゴールでクラブ歴代3位の記録だった。
現役引退後はハダースフィールドのオフィシャル・アンバサダーを務めている。